# Pyrrhopygopsis romula
Pyrrhopygopsis romula is een vlinder uit de familie van de dikkopjes (Hesperiidae). De wetenschappelijke naam van de soort is voor het eerst geldig gepubliceerd in 1875 door Druce.